# ليليان جوزفين تشيستر
ليليان جوزفين تشيستر (بالإنجليزية: Lillian Josephine Chester)‏ هي كاتِبة وكاتبة مسرحية أمريكية، ولدت في 29 سبتمبر 1887 في سينسيناتي في الولايات المتحدة، وتوفيت في 7 يونيو 1961.

## وصلات خارجية
- ليليان جوزفين تشيستر على موقع IMDb (الإنجليزية)
- ليليان جوزفين تشيستر على موقع قاعدة بيانات برودواي على الإنترنت (الإنجليزية)
- ليليان جوزفين تشيستر على موقع قاعدة بيانات الفيلم (الإنجليزية)